# Viettesia
Viettesia is een geslacht van vlinders van de familie spinneruilen (Erebidae), uit de onderfamilie Arctiinae.

## Soorten
- V. aequalis de Toulgoët, 1959
- V. bella de Toulgoët, 1959
- V. bicolor de Toulgoët, 1980
- V. bimaculosa de Toulgoët, 1959
- V. brunneomixta de Toulgoët, 1959
- V. erastrioides de Toulgoët, 1959
- V. geminata (Mabille, 1900)
- V. griseovariegata (de Toulgoët, 1954)
- V. hampsoni de Toulgoët, 1959
- V. incerta de Toulgoët, 1959
- V. infuscata de Toulgoët, 1959
- V. lucida de Toulgoët, 1959
- V. luctuosa de Toulgoët, 1959
- V. matilei de Toulgoët, 1978
- V. modesta de Toulgoët, 1959
- V. multistrigata de Toulgoët, 1959
- V. ornatrix de Toulgoët, 1959

- V. pantherina de Toulgoët, 1959
- V. perroti de Toulgoët, 1959
- V. plumicornis (Butler, 1882)
- V. proxima de Toulgoët, 1959
- V. rufibasis de Toulgoët, 1959
- V. transversa de Toulgoët, 1959
- V. tristis de Toulgoët, 1959
- V. unipuncta de Toulgoët, 1959
- V. viettei de Toulgoët, 1959
- V. virginalis de Toulgoët, 1959